# Zbigniew Herbert
Zbigniew Herbert (Leopoli, 29 ottobre 1924 – Varsavia, 28 giugno 1998) è stato un poeta, saggista e drammaturgo polacco e uno degli autori europei più noti del Novecento.
Legato da legami di parentela con il poeta, pastore e oratore inglese George Herbert durante la seconda guerra mondiale prese parte alla Resistenza contro i nazisti invasori, arruolandosi nell'Armia Krajowa. Come autore, esordì nel 1950 e la sua opera più nota è forse Pan Cogito (Il signor Cogito), opera che ha saputo incarnare lo spirito della nuova e della vecchia Letteratura europea. Dal 1986 al 1992 visse a Parigi, collaborando con il giornale Zeszyty Literackie, poi tornò in Polonia, dalla quale si era allontanato per motivi politici. Nel 2007 è stato deciso di celebrarne l'opera nel 2008, in occasione del decennale della morte, con l'Anno di Zbigniew Herbert.

## Biografia

### Nascita e studi
Di origini inglesi, come indica il cognome, era figlio di Bolesław Herbert, fante nelle Legiony Polskie nella prima guerra mondiale per la difesa di Leopoli (oggi Ucraina), avvocato e manager di banca, e di Maria Kaniaków.
Nacque nel 1924 e studiò regolarmente anche dopo l'invasione tedesca della Polonia (1939) - con la quale scoppiò la seconda guerra mondiale. In quel periodo, entrò in contatto con l'Armia Krajowa (AK), venendo impiegato come alimentatore di pidocchi nella produzione di vaccini presso l'istituto diretto da Rudolf Weigl e, successivamente, studiò filologia presso un'università clandestina.
Nel 1944, prima della seconda invasione di Leopoli da parte dell'Armata Rossa, si dovette trasferire a Cracovia e, successivamente, nella vicina Proszowice, dove rimase sino al gennaio 1945. In quei due anni, Herbert si dedicò allo studio dell'economia prima all'Università Jagellonica, poi presso l'Accademia di Belle Arti. Fu questo il periodo di maggiore collaborazione con l'AK. La guerra terminò nel 1945 e, sebbene si fosse dissolta la minaccia nazista, la storia della Polonia continuò ad essere - almeno sino al 1956 - tormentata.
Nel 1947, dopo tre anni di studi a Toruń, nel voivodato della Cuiavia-Pomerania, si laureò in legge, frequentando nello stesso tempo il corso di filosofia di Henryk Elzenberg. Nel 1948 si trasferì a Sopot, non molto lontano da Danzica, raggiungendo i genitori, che erano lì dal 1946.

### Dopo la laurea
Presa la laurea, fece svariati lavori: il 1º marzo 1948 fu assunto dalla fiale della Narodowy Bank Polski, la Banca Nazionale polacca, nella città portuale di Gdynia, che si affaccia sulla baia di Danzica. Esercitò quella professione sino al 30 giugno dello stesso anno, poi si diede al giornalismo senza grande successo, lavorando per il giornale Przegląd Kupiecki con alcune recensioni firmate con lo pseudonimo Patryk. Facendo quel lavoro, venne ammesso all'Unione degli Scrittori Polacchi (ZLP), dalla quale fu però radiato nel 1951 e, successivamente, riammesso nel 1955.
In quel periodo incontrò Halina Misiołkowa, con la quale intrattenne una relazione sino al 1957. Tornato nel 1949 a Toruń, lavorò prima presso il museo distrettuale, poi insegnò alla scuola primaria locale. Nel 1951 si trasferì nuovamente, questa volta a Varsavia dove per un breve periodo frequentò i corsi universitari di filosofia, vivendo in modeste condizioni, che in seguito migliorarono. In quegli anni tentò di vivere scrivendo saggi su teatro e musica e componendo poesie, che furono a lungo ignorate dalla critica, come il ciclo Poetyka dla Laików (Poesia per profani), pubblicato dalla rivista Tygodnik Wybrzeża anni prima.

### Il successo
Nel 1952 collaborò con la rivista Przegląd Powszechny, gestita da un padre gesuita, con lo pseudonimo Bolesław Hertyński e, inoltre, dal 1950 al 1953 fu in contatto con un'altra rivista, Dziś i Jutro - diretta da PAX, un'associazione filo-comunista -, per la quale scrisse come Stefan Martha. La collaborazione con quella rivista terminò nel 1953, alla morte di Stalin. Allora lo Przegląd Powszechny chiuse i battenti e Herbert si trovò senza un lavoro.
Alla collaborazione con queste riviste seguì un anno da cronometrista per l'Inwalidzka Spółdzielnia Emereytów Nauczycieli Wspólna Sprawa (1º ottobre 1953 - 15 gennaio 1954) e quasi un altro intero come assistente per il Centralne Biuro Studiów i Projektów Przemysłu Torfowego Projekt Torf (19 gennaio - 30 novembre). Si guadagnò da vivere, oltre che con queste due professioni, anche scrivendo biografie e donando il proprio sangue regolarmente, cosa che faceva sin dal 1952. Grazie all'amicizia con lo scrittore, pubblicista e politico Stefan Kisielewski, ottenne il posto di manager all'Unione Compositori Socialisti (ZKP) per un anno (settembre 1956 - marzo 1957).
La fine dello stalinismo in Polonia nel 1956 permise lo sviluppo del realismo, una nuova corrente artistica e letteraria nella quale Herbert trovò la propria fortuna: nel 1957, supportato dal drammaturgo e scrittore Jerzy Zawieyski, ottenne un piccolo studio a Varsavia e prestigio all'interno dell'Unione Scrittori Polacchi (ZLP).
In quest'anno pubblicò la sua prima opera letteraria di liriche intitolata Struna światła (La corda di luce), con la quale riscosse un buon consenso di critica. Il titolo Natura morta con briglie di un suo saggio sull'Olanda del XVII secolo, è preso da un dipinto del pittore olandese del Seicento Johannes van der Beeck.

### Viaggi e fama internazionale
Dal 1958 al 1964 soggiornò in diversi Paesi, tra i quali Austria, Francia, Inghilterra, Italia (giugno-luglio 1959), poi ancora oltre le Alpi, a Parigi. Tornato in Polonia nel maggio 1960, nello stesso anno riprese i suoi viaggi nel Regno Unito, visitando soprattutto la Scozia. Nel dicembre 1963 tornò a Parigi. Tornato nuovamente in patria, nel 1964 gli venne conferito il premio Kościelski, che è stato successivamente vinto da autori quali Sławomir Mrożek, Adam Zagajewski, Olga Tokarczuk, Jacek Dehnel e Jacek Dukaj.
Nell'estate del 1964 tornò in Italia, poi visitò la Grecia e ancora nuovamente la Francia. Tornato in Polonia nel 1965, collaborò sino al 1968 con una rivista di poesia e fu sino al 1966 direttore del teatro Juliusz Osterwa di Gorzów Wielkopolski. Nell'ottobre 1965 vinse il premio Lenau e fu quello l'anno in cui fu maggiormente considerato in Polonia. Divenne membro dell'Accademia delle arti di Berlino Ovest (RFT) e dell'Accademia bavarese delle belle arti di Monaco di Baviera. Nel 1966 tornò in Austria per soggiornarvi a lungo, poi riprese i propri viaggi nelle due Germanie, nei Paesi Bassi, in Belgio e ancora una volta soggiornò a Parigi. Si sposò presso il consolato polacco della capitale francese con Katarzyna Dzieduszycka, poi riprese a viaggiare prima andando a Berlino e poi in estate negli Stati Uniti, dove le sue opere iniziavano a circolare tradotte in lingua inglese. Frequentò i circoli letterari più illustri, accrescendo la propria fama oltre i confini europei. A Los Angeles, inoltre, tenne una serie di conferenze presso la California State University.

### Il ritorno in Polonia
Dal 1971 al 1973 visse nell'appartamento di Artur Międzyrzecki a Varsavia. In quegli anni prese coscienza del regime dittatoriale del suo paese, forse mosso dal confronto con le realtà che viaggiando aveva toccato con mano. Sostenne quindi l'attività di sensibilizzazione democratica dei circoli letterari e per questo venne inserito nella lista dei possibili sovversivi anti-comunisti. Ebbe quindi diversi problemi con la censura polacca.
Nel 1973 fu insignito a Vienna, città alla quale era legato, del Premio Herder. Quell'estate la passò in Grecia con l'amico schermidore Zbigniew Czajkowski e la moglie Magdalena. Tornò in Polonia solo in autunno, per tenere alcune conferenze a Danzica. Dal dicembre del 1975 trascorse un intero anno accademico preparando un saggio, in cui evidenziava i negativi cambiamenti della Costituzione della Repubblica Popolare di Polonia e criticava duramente l'influenza sovietica.
Dal 1975 al 1981 visse in diversi Paesi: soprattutto in Germania, in Italia (soggiornando di frequente a Siena, più volte ricordata nelle sue poesie, dove alloggiava all'albergo Tre Donzelle) e in Austria, tre nazioni alle quali fu sempre legato.

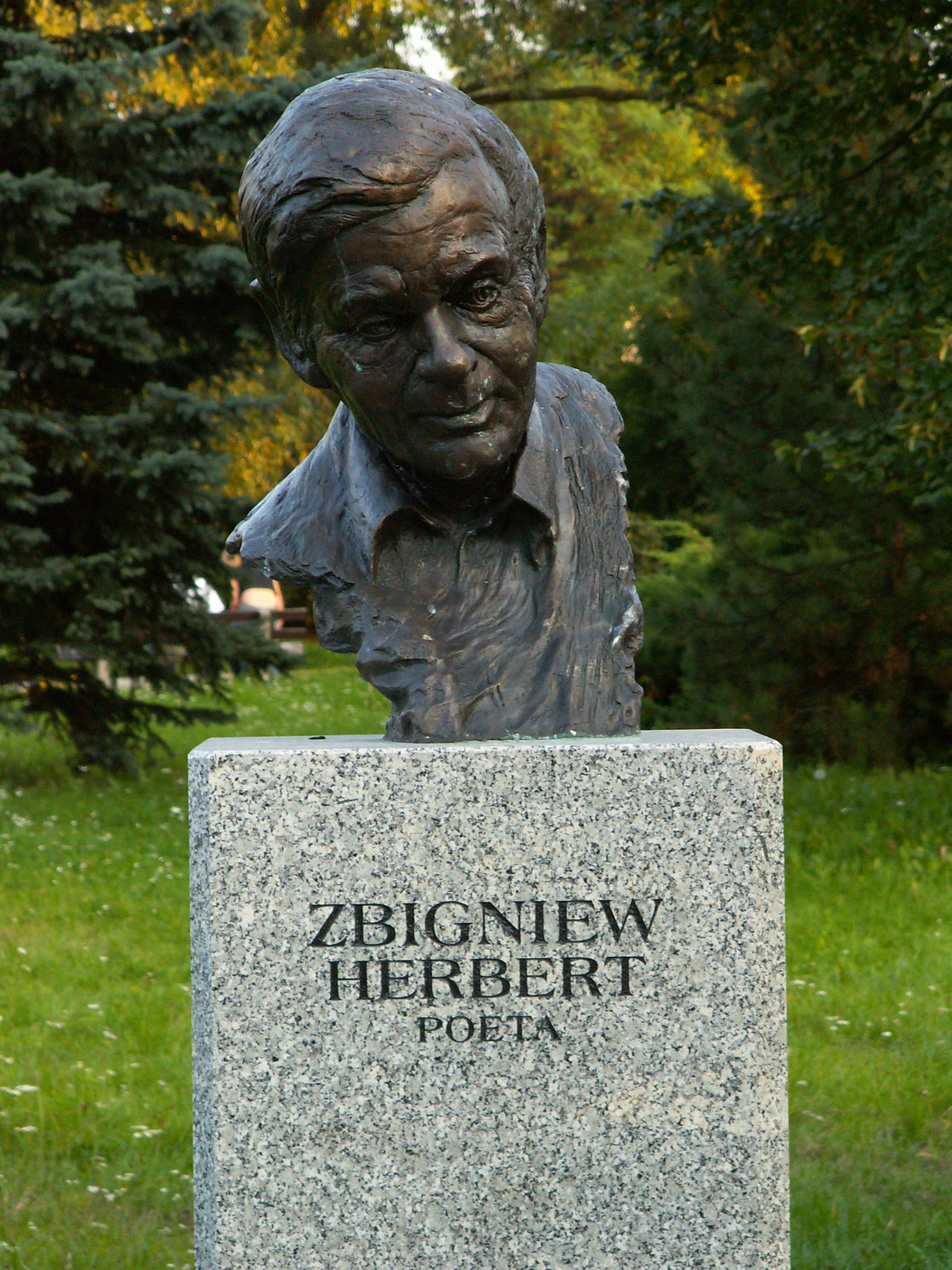
Un busto di Zbigniew Herbert

### Gli ultimi anni
Tornato nuovamente in Polonia nel 1981, collaborò con il quotidiano Zapis (Record), occupandosi sempre più spesso di Giurisprudenza e Politica - in particolare del Blocco sovietico. Oggetto di continuo interesse da parte della censura, le sue opere iniziarono ad essere pubblicate clandestinamente. Esse divennero manifesti della libertà, espressione della resistenza individuale del poeta nei confronti del mondo.
Nel 1986 si recò per l'ennesima volta a Parigi, poi tornò nuovamente in Patria, dove divenne membro della SPP (Stowarzyszenie Pisarzy Polskich) - altra organizzazione di scrittori polacchi. La fama internazionale, accresciutasi nel corso degli anni settanta, gli permise di diventare membro dell'American Academy and Institute of Arts and Letters (Accademia-Istituto americana delle arti e delle lettere). Nel 1991 fu insignito del Jerusalem Prize (vinto due anni prima dall'argentino Ernesto Sabato) e visitò Israele e Gerusalemme.
Nel 1992, gravemente malato, ritornò a Varsavia, continuando comunque a collaborare con diversi giornali - soprattutto con l'anti-comunista Tygodnik Solidarność. Scrisse nel 1994 una lettera al Presidente Lech Wałęsa nella quale elogiava il connazionale agente segreto anticomunista Ryszard Kukliński, poi espresse sostegno al primo presidente della Cecenia (uno Stato del Caucaso facente parte dell'Unione Sovietica) Džochar Dudaev. Scrisse poi anche al presidente statunitense George H. W. Bush, padre del 43º Presidente George W. Bush, criticandone l'indifferenza nei confronti dei Curdi. Criticò l'operato di quasi tutti i politici del suo Paese, ma non per questo smise di occuparsi di Letteratura: intervistò, infatti, diversi autori, tra i quali i connazionali Czesław Miłosz, premio Nobel per la Letteratura nel 1990, e Adam Michnik.
Herbert morì il 28 giugno 1998, all'età di settantaquattro anni, e oggi riposa nel Cimitero Powązki di Varsavia, assieme ad altri celebri polacchi: i Presidenti Bolesław Bierut e Stanisław Wojciechowski, Władysław Gomułka, gli scrittori Wojciech Bogusławski, Tadeusz Borowski, Lucyna Ćwierczakiewiczowa, Bolesław Prus e il Premio Nobel Władysław Reymont, il poeta e cantante Jacek Kaczmarski, il matematico Marian Rejewski, l'amico Stefan Kisielewski (morto nel 1991), il già citato Kukliński e Edward Rydz-Śmigły.
Il presidente Aleksander Kwaśniewski gli ha conferito l'Ordine dell'aquila bianca, ma la moglie Katarzyna ha declinato l'onorificenza. Lech Kaczyński, IV presidente della Repubblica Polacca, ha tentato nuovamente di assegnargliela, riuscendo questa volta a convincere la figlia Halina ad accettarla.

## Opere tradotte in italiano
- Rapporto dalla città assediata : 24 poesie, a cura di Pietro Marchesani, Milano, All'insegna del pesce d'oro, 1985
- Elegia per l'addio della penna dell'inchiostro della lampada, traduzione di Pietro Marchesani, prefazione di Maria Corti, Milano, Scheiwiller, 1989
- Rapporto dalla città assediata, a cura di Pietro Marchesani, con un saggio di Iosif Brodskij, Milano, Adelphi, 1993
- Rovigo, traduzione di Andrea Ceccherelli e Alessandro Niero, Rovigo, Il ponte del sale, 2008
- L'epilogo della tempesta. Poesie 1990-1998 e altri versi inediti, a cura di Francesca Fornari, Milano, Adelphi, 2016